# Pseudoprocometis baronella
Pseudoprocometis baronella är en fjärilsart som beskrevs av Pierre E.L. Viette 1956. Pseudoprocometis baronella ingår i släktet Pseudoprocometis och familjen plattmalar. Inga underarter finns listade i Catalogue of Life.